# Varsberg
Varsberg là một xã trong vùng Grand Est, thuộc tỉnh Moselle, quận Boulay-Moselle, tổng Boulay-Moselle. Tọa độ địa lý của xã là 49° 10' vĩ độ bắc, 06° 37' kinh độ đông. Varsberg có điểm thấp nhất là 222 mét và điểm cao nhất là 395 mét. Xã có diện tích 4,15 km², dân số vào thời điểm 1999 là 915 người; mật độ dân số là 220 người/km².

## Thông tin nhân khẩu
| 1962 | 1968 | 1975 | 1982 | 1990 | 1999 |
| ---- | ---- | ---- | ---- | ---- | ---- |
| 699  | 722  | 737  | 850  | 879  | 915  |